# Владимир Милетић
Владимир Милетић (Доњи Свилај, код Оџака, 23. август 1919 — Београд, 7. септембар 2010) био је учесник Народноослободилачке борбе и обавештајни официр ЈНА за простор од Београда до Загреба.

## Биографија
Рођен је у Доњем Свилају код Оџака 23. августа 1919. године, од оца  Лазара и мајке Василије, као један од једанаесторо деце велике породице Милетић. У Свилају је одрастао окружен рођацима, браћом и сестрама, чује су куће у низу биле прво на шта се наиђе уласком у Свилај. Током Другог светског рата, породица доживљава велику трагедију и у нападима хрватских усташа гине велики број чланова, па тако у књизи жртава рата при Музеју жртава геноцида постоји чак 27 трагично страдалих чланова најуже породице, међу којима Владимирови отац, мајка и два брата.
Владимир се придружује народноослободилачком покрету на почетку рата, и већ почетком 1943. године постаје заменик командира, а већ у октобру исте године и заменик команданта батаљона. Обавештајни официр батаљона постаје 15. септембра 1944. године, уз додељени реон од Београда до Загреба. Првог децембра 1944. године је произведен у чин потпоручника.
Имајући у виду тајновитост извештавања, највећи део Милетићевих активности није доступан јавности, али део извештаја је остао сачуван и доступан за истраживање. За време јануарских операција 1945. Милетић као обавештајац Прве коњичке дивизије доставља важне информације. На пример, 7. јануара 1945. обавестио је команданта да је у сектору Вишњићева – Босута стање мирно, али да код Врбање непријатељ копа ровове и појачава упориште. Неколико дана касније јавио је команди Друге ескадроне о четничком штабу са око 300 војника у Крњелову, као и о кретањима немачких одреда у околини. Ови извештаји су помогли у координацији напада и одбрани на Сремском фронту крајем рата.

## Приватни живот
Након завршетка рата Владимир се из Свилаја преселио у Србију и доселио у Ниш. Био је ожењен Ружицом Милетић (девојачко Илић) са којом је имао двоје деце, Славицу и Предрага Милетића, познатог глумца Народног позоришта у Београду. Након смрти супруге, од друге половине осамдесетих година до смрти је живео у викендици у Сићеву у Сићевачкој клисури код Ниша, у улици која данас, захваљујући заслугама носи његово име. Преминуо је мирно у сну 7. септембра 2010. године у Београду.

## Одликовања
Владимир Милетић је носилац неколико признања, од којих су најважнији:
| Тип ордена | Име ордена                                    | Држава          | Опис                                               |
| ---------- | --------------------------------------------- | --------------- | -------------------------------------------------- |
|            | Орден заслуга за народ са сребрном звездом    | ФНР Југославија | Додељен 1947. године, указом 532. Президијума ФНРЈ |
|            | Орден братства и јединства са сребрним венцом | ФНР Југославија | Додељен 1946. године, указом 413. Президијума ФНРЈ |
|            | Орден за храброст                             | ФНР Југославија | Додељен 1947. године, указом 532. Президијума ФНРЈ |
|            | Орден за храброст                             | ФНР Југославија | Додељен 1949. године, указом Президијума ФНРЈ      |
|            | Грудна значка за пожртвовани рад              | ФНР Југославија | Додељена 1945. године                              |
|            | Медаља територијалне одбране                  | ФНР Југославија | Додељена 1946. године                              |